# Польское ботаническое общество
Польское ботаническое общество (пол. Polskie Towarzystwo Botaniczne) — польское научное общество, основанное в 1922 году в Варшаве.
Первым председателем Общества был профессор Варшавского университета Болеслав Гриневецкий (1922—1925 гг.).
Согласно Уставу, целью Общества является содействие развитию ботанических наук, постоянное повышение научного уровня членов Общества и связь их деятельности с потребностями народного хозяйства.
Для достижения этих целей Общество организует и проводит научные конференции, съезды, экспедиции; публикует научные и научно-популярные издания; инициирует, поддерживает и организует научные исследования; распространяет ботанические знания публичными чтениями, курсами, конкурсами, выставками, экскурсиями; активно участвует в решении вопросов охраны окружающей среды.
В состав Общества входят 15 территориальных филиалов и 15 научных секций.
Общество издаёт ряд научных журналов: Acta Societatis Botanicorum Poloniae, Acta Agrobotanica, Acta Mycologica, Monographiae Botanicae, публикующих оригинальные исследовательские работы, посвящённые всем областям ботаники и смежным наукам, включая эволюцию, экологию, генетику, структуру и развитие растений, а также физиологию и биохимию.
За выдающиеся научные достижения в области ботаники Польское ботаническое общество награждает медалью имени Владислава Шафера. За вклад в распространение ботанических знаний и охрану природы Обществом учреждена медаль имени Болеслава Гриневецкого. Молодые польские ученые за публикации выдающейся научной ценности удостаиваются специальной премии Общества для молодых исследователей.
Председателем Общества является профессор, доктор наук Anna Mikuła.
Актуальная информация о деятельности Общества публикуется на сайте www.pbsociety.org.pl.